# Riyad Benayad
Riyad Benayad (en arabe : رياض بن عياد) est un footballeur international algérien qui joue au poste d'avant centre à l'USM Alger.

## Biographie
Le 28 septembre 2015, Benayad fait ses débuts professionnels en faveur du Paradou AC, en entrant en jeu en seconde période lors d'un match de deuxième division contre la JSM Skikda (défaite 2-1). Pour sa première saison, il inscrit dix buts en championnat.
Le 12 mai 2018, il se met en évidence en inscrivant son premier doublé en première division, lors de la réception de l'Olympique de Médéa. Son équipe l'emporte sur le très large score de 5-0. Le 30 octobre 2018, il inscrit un nouveau doublé en championnat, lors de la réception du MO Béjaïa (victoire 3-0). Le 26 mai 2019, il marque encore un doublé, lors de la venue du DRB Tadjenanet (victoire 3-0).
Le 21 septembre 2019, il honore sa première sélection en équipe d'Algérie, contre le Maroc. Ce match nul et vierge rentre dans le cadre des éliminatoires du CHAN 2020.
Le 25 aout 2021, il signe à l'ES Sétif pour une année sous forme de prêt en provenance du Paradou AC.
Le 18 mars 2022, il marque un doublé face à Horoya Conakry en ligue des champions de la CAF (victoire 3-2) et permet à l'ES Sétif d'atteindre les quarts de finale.
Le 12 juin 2022, il inscrit son premier but en sélection d'Algérie contre l'Iran (victoire 2-1), dans le cadre d'un match amical de préparation pour les qualifications à la CAN 2023.
Le 28 juillet 2022, il s'engage avec l'Espérance sportive de Tunis pour trois ans.
La saison 2023-2024 voit le Raja réaliser un exploit historique en remportant le doublé coupe-championnat sans aucune défaite. Les Verts ont pourchassé l'AS FAR depuis le début de la saison jusqu'à la 29e journée quand Adam Ennafati marque le coup franc décisif à la dernière minute contre le Wydad et les propulse à la tête du classement. Le 14 juin 2024, le club s'assure le titre en s'imposant face au Mouloudia d'Oujda (0-3) et bat également le record des points avec 72 unités. Le 1er juillet, le Raja enchaîne avec une quatorzième victoire de suite en battant l'AS FAR encore une fois en finale de la Coupe du trône pour s'assurer le troisième doublé de son histoire.

## Statistiques

### En club
| Saison                | Club                  | Championnat           | Championnat | Championnat | Championnat | Coupe(s) nationale(s) | Coupe(s) nationale(s) | Coupe(s) nationale(s) | Compétition(s) continentale(s) | Compétition(s) continentale(s) | Compétition(s) continentale(s) | Compétition(s) continentale(s) | Algérie | Algérie | Algérie | Total | Total | Total |
| Saison                | Club                  | Division              | M.          | B.          | P.d.        | M.                    | B.                    | P.d.                  | Comp.                          | M.                             | B.                             | P.d.                           | M.      | B.      | P.d.    | M.    | B.    | P.d.  |
| 2015-2016             | Paradou AC            | Ligue 2               | 21          | 10          | 0           | 4                     | 0                     | 0                     | -                              | -                              | -                              | -                              | -       | -       | -       | 25    | 10    | 0     |
| 2016-2017             | Paradou AC            | Ligue 2               | 13          | 1           | 0           | 3                     | 1                     | 0                     | -                              | -                              | -                              | -                              | -       | -       | -       | 16    | 2     | 0     |
| 2017-2018             | Paradou AC            | Ligue 1               | 18          | 4           | 1           | 2                     | 2                     | 0                     | -                              | -                              | -                              | -                              | -       | -       | -       | 20    | 6     | 1     |
| 2018-2019             | Paradou AC            | Ligue 1               | 29          | 5           | 4           | 5                     | 3                     | 1                     | -                              | -                              | -                              | -                              | -       | -       | -       | 34    | 8     | 5     |
| 2019-2020             | Paradou AC            | Ligue 1               | 4           | 0           | 0           | -                     | -                     | -                     | C2                             | 3                              | 1                              | 1                              | -       | -       | -       | 7     | 1     | 1     |
| 2020-2021             | Paradou AC            | Ligue 1               | 13          | 2           | 1           | -                     | -                     | -                     | -                              | -                              | -                              | -                              | -       | -       | -       | 13    | 2     | 1     |
| Sous-total            | Sous-total            | Sous-total            | 98          | 22          | 6           | 14                    | 6                     | 1                     | -                              | 3                              | 1                              | 1                              | -       | -       | -       | 115   | 29    | 8     |
| 2021-2022             | ES Setif (prêt)       | Ligue 1               | 20          | 7           | 2           | -                     | -                     | -                     | C1                             | 11                             | 5                              | 2                              | 2       | 1       | 0       | 33    | 13    | 4     |
| 2022-2023             | ES Tunis              | Ligue 1 Pro           | 15          | 2           | 0           | 3                     | 2                     | 1                     | C1                             | 8                              | 1                              | 0                              | -       | -       | -       | 26    | 5     | 1     |
| 2023-2024             | Raja CA (prêt)        | Botola Pro            | 10          | 2           | 0           | 3                     | 2                     | 0                     | -                              | -                              | -                              | -                              | -       | -       | -       | 13    | 4     | 0     |
| 2024-2025             | USM Alger             | Ligue 1               | 12          | 1           | 1           | 4                     | 1                     | 0                     | C2                             | 2                              | 0                              | 0                              | -       | -       | -       | 18    | 2     | 1     |
| Total sur la carrière | Total sur la carrière | Total sur la carrière | 155         | 34          | 9           | 24                    | 11                    | 2                     | -                              | 24                             | 7                              | 3                              | 2       | 1       | 0       | 205   | 53    | 14    |

### En sélection nationale
| Saison                | Sélection             | Phases finales        | Phases finales | Phases finales | Phases finales | Éliminatoires CDM | Éliminatoires CDM | Éliminatoires CDM | Éliminatoires CAN | Éliminatoires CAN | Éliminatoires CAN | Matchs amicaux | Matchs amicaux | Matchs amicaux | Total | Total | Total |
| Saison                | Sélection             | Compétition           | M              | B              | Pd             | M                 | B                 | Pd                | M                 | B                 | Pd                | M              | B              | Pd             | M     | B     | Pd    |
| --------------------- | --------------------- | --------------------- | -------------- | -------------- | -------------- | ----------------- | ----------------- | ----------------- | ----------------- | ----------------- | ----------------- | -------------- | -------------- | -------------- | ----- | ----- | ----- |
| 2021-2022             | Algérie               | CAN 2021              | -              | -              | -              | -                 | -                 | -                 | 1                 | 0                 | 0                 | 1              | 1              | 0              | 2     | 1     | 0     |
| Total sur la carrière | Total sur la carrière | Total sur la carrière | -              | -              | -              | -                 | -                 | -                 | 1                 | 0                 | 0                 | 1              | 1              | 0              | 2     | 1     | 0     |

#### Matchs internationaux
Le tableau suivant liste les rencontres de l'équipe d'Algérie dans lesquelles Riyad Benayad a été sélectionné depuis le 8 juin 2022 jusqu'à présent.

#### Buts internationaux
| 0   | Date         | Lieu                          | Compétition  | Résultat | Adversaire | Détail | Détail        | Détail | Sél. |
| --- | ------------ | ----------------------------- | ------------ | -------- | ---------- | ------ | ------------- | ------ | ---- |
| 1er | 12 juin 2022 | Qatar SC Stadium, Doha, Qatar | Match amical | V 1-2    | Iran       | 43e    | du pied droit | 0-1    | 2e   |

## Palmarès
Raja CA
- Botola Pro (1) : 
  - Champion : 2023-24
- Coupe du Trône (1) :
  - Vainqueur : 2024

 Paradou AC
- Ligue 2 :
  - Champion : 2016-17.

 USM Alger
- Coupe d'Algérie
  - Vainqueur : 2025